# Dziobakowate
Dziobakowate (Ornithorhynchidae) – rodzina ssaków z rzędu stekowców (Monotremata).

## Zasięg występowania
Zwierzęta te występują jedynie we wschodniej Australii i w Tasmanii.

## Systematyka
Do rodziny należy jeden współcześnie występujący rodzaj:
- Ornithorhynchus Blumenbach, 1800 – dziobak – jedynym przedstawicielem jest Ornithorhynchus anatinus (G.K. Shaw, 1799) – dziobak australijski

Opisano również rodzaje wymarłe:
- Monotrematum Pascual, Archer, Ortiz Jaureguizar, Prado, Godthelp & Hand, 1992[13] – jedynym przedstawicielem był Monotrematum sudamericanum Pascual, Archer, Ortiz-Jaureguizar, Prado, Godthelp & Hand, 1992
- Obdurodon Woodburne & Tedford, 1975[14]